# Ribeun
Ribeun is een bestuurslaag in het regentschap Pidie van de provincie Atjeh, Indonesië. Ribeun telt 380 inwoners (volkstelling 2010).